# Cyrtopodion himalayanum
Cyrtopodion himalayanum este o specie de șopârle din genul Cyrtopodion, familia Gekkonidae, descrisă de Oswald Duda și Sahi 1978. Conform Catalogue of Life specia Cyrtopodion himalayanum nu are subspecii cunoscute.